# Битољска област
Битољска област је била административна јединица Краљевине Срба, Хрвата и Словенаца.

## Простирање
На сјеверу су јој Скопска и Брегалничка област. Обласно средиште је Битољ. Планинска је област, пространа 11.969 km², рашчлањена у многе котлине или жупе, највише у сливу Вардара и његових десних притока Треске и Црне реке, на запад од овог у сливу Црног Дрима и Преспанског језера, а најмање на истоку у сливу Струмице.
На планинама се налазе често бујни пашњаци, негдје и шуме, а у котлинама и њиховим равницама врло плодно земљиште, нарочито око Струмице и Вардара и у Битољско-Прилепском пољу. Западни дио области, почевши од планинског Мариова, знатно је виши и под утицајем је средњоевропске климе, с више атмосферских падавина (750—1.000 mm), а источни је нижи, и ту се. у котлинама око Вардара и Струмице, осјећају претежно средоземни утицаји, а и кише је мање (500 до 750 mm).

## Привреда
Главна је привреда западних крајева сточарство, са изузетком у већим пољима (као Битољско-прилепско) гдје су плодне житнице. У источним и ниским предјелима развијена је земљорадња, и тамо добро успијевају жита, а нарочито индустријске и трговинске биљке топлог поднебља, као: афијон (мак за опијум), бубаћ (памук), сушан (сезам), ориз (пиринач), бадем, смоква; особит је дуван, гаји се свилена буба, а виноградарство је од најстаријих времена било нарочито развијено. Чувен је риболов како на Охридском и Преспанском, тако и Дојранском језеру.
Поред индустрије и рударство је у развијању, јер има рудника угља, гвожђа, олова, нафте, сумпора и мајдана, мермера, азбеста и филитних плоча. Три су жељезничке пруге. Главна је дуж Вардара; од ове се одваја узани колосијек Градско—Прилеп—Битољ, па се наставља на нормалну пругу Битољ— Солун, од Кенала у Грчкој; трећа по важности је узана пруга Охрид—Кичево—Скопље. Саобраћају служе и многи путеви, који вежу све жупе ове области и њихова привредна средишта.

## Становништво
У цијелој области има 341.095 становника (попис 1921). Неке котлине су знатно гушће насељене (Битољско-прилепско поље, долина Црног Дрима и Охридска котлина од осталих предјела.
Становништво западних крајева знатно је напредније; отуда су чувени „мајстори“ (грађевинари), резбари, „зографи“ (живо-писци), „гурбеџије“ (печалбари). Поред веза са приморјем Егејског и Јадранског мора преко Грчке и Арбаније Битољска област била је нарочито значајна као заштитница и будућа претходница српско-македонског становништва, које је остало под Грцима до Костура, Бистрице и Солуна.

## Административна подела
Битољска област је настала спајањем ранијих округа Охридског, Битољског и Тиквешког (Кавадар).
Област је садржавала срезове:
- Битољски
- Горњедебарски (Дебар)
- Дојрански
- Ђевђелијски
- Кавадарски
- Кичевски
- Крушевски
- Мориховски (Битољ)
- Неготински
- Охридски
- Преспански (Ресен)
- Прилепски
- Струшки
- Струмички

Након увођења бановина, цео простор ове области се нашао у Вардарској бановини.

## Велики жупани
- Добрица Матковић[тражи се извор]
- Ђорђе Бошковић до 1923.
- Будимир Борисављевић од 1923.[тражи се извор]